# Sergej Kuralenko
Sergej Vasil'evič Kuralenko (in russo Сергей Васильевич Кураленко?; Rathenow, 21 dicembre 1961) è un generale russo, direttore capo dal 2020 della Voennaja policija, la polizia militare russa. Nei suoi quarant'anni di servizio, Kuralenko è stato comandante di due armate russe e delle operazioni militari russe durante la guerra civile siriana, fino ad arrivare ai vertici delle forze militari della Federazione russa e diventare una figura chiave dell'invasione russa dell'Ucraina.

## Biografia
Kuralenko è nato il 21 dicembre 1961 a Rathenow nell'allora Repubblica Democratica Tedesca in una famiglia di militari.

### Carriera militare
Nel 1979 si è diplomato alla Scuola militare "Suvorov" di Ussurijsk e successivamente alla Scuola superiore di Comando Carri Armati di Charkiv con lode nel 1983, diventando comandante di un plotone corazzato. Venne assegnato al gruppo truppe occidentale in Germania, avanzando di ranghi fino a diventare comandante di una compagnia corazzata.
Nel 1988 ritornò in Russia dove venne trasferito al Distretto militare di Odessa, diventando comandante di un battaglione corazzato fino al 1992. Tre anni dopo, nel 1995 si diplomò all'Accademia militare delle forze corazzate "R. J. Malinovskij", per poi continuare a prestare servizio nel Distretto militare della Transbajkalia come vice capo del dipartimento operativo del quartier generale della 5ª Divisione corazzata.
Tra la seconda metà degli anni '90 e l'inizio del 2000, Kuralenko è stato comandante di un reggimento di fucilieri motorizzati, comandante della 168ª Brigata fucilieri motorizzata, vice comandante della 2ª Divisione corazzata e vice comandante di una divisione fucilieri motorizzata.
Da settembre 2002 al 2003 è stato comandante militare della regione amministrativa della Repubblica Cecena. Dal 2003 al 2004 è stato comandante della 131ª Brigata fucilieri motorizzata per il mantenimento della pace del Distretto militare del Caucaso settentrionale.
Dal 2006 al 2009 è stato comandante della 4ª Divisione corazzata delle guardie.
Dal giugno 2009 al gennaio 2011 è stato primo vicecomandante e capo di stato maggiore della 5ª Armata combinata del Distretto militare orientale, venendo poi messo al comando della 49ª Armata combinata.
Da maggio 2012 a maggio 2013 è stato capo del dipartimento di arte militare dell'Accademia militare dello stato maggiore delle Forze Armate russe. Dal 2013 al 2016 ha prestato servizio nel Distretto militare occidentale come comandante della 6ª Armata combinata e vice comandante di distretto. Durante questo periodo, il 13 dicembre 2014 è stato promosso a tenente generale. Dopo esser stato sollevato dall'incarico fu messo al comando del Centro di riconciliazione delle parti in Siria. Durante questa carica accusò il governo turco di bombardare i curdi siriani a sostegno dei ribelli che, a suo dire, erano entrati nella Siria settentrionale.

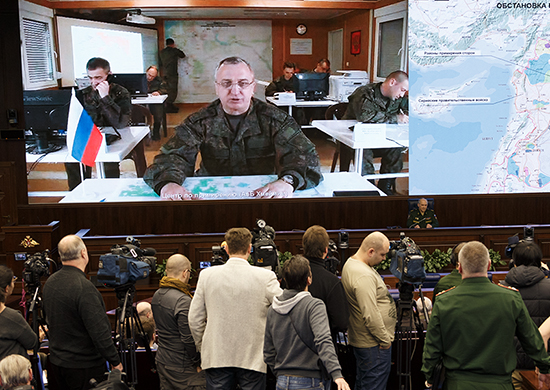
Sergej Kuralenko in Siria come direttore del Centro per la riconciliazione

Con decreto del Presidente della Federazione Russa del 16 settembre 2016, è stato nominato Capo dell'Accademia militare dello stato maggiore russo. Dopo questa carica, venne nominato nel 2017 vice comandante delle forze terrestri per il mantenimento della pace. Nel settembre 2018, Kuralenko venne messo al comando delle forze russe in Siria, sostituendo Aleksandr Žuravlëv.
Da aprile 2019 a febbraio 2020 fu primo vice comandante e capo di stato maggiore del Distretto militare orientale. Durante questo periodo, con il decreto presidenziale n. 595 del 12 dicembre 2019, fu promosso a colonnello generale. Due mesi dopo, il 21 febbraio 2020 fu nominato direttore della Polizia militare della Federazione Russa.

## Controversie
Nel settembre 2016 durante una riunione del ministero della difesa russo, Kuralenko discusse di alcune dichiarazioni fatte da Mitt Romney, candidato repubblicano per le elezioni statunitensi del 2012, sulla Russia:
Vi ricordo che nel 2012, il candidato alla presidenza degli Stati Uniti Mitt Romney ha detto: "Il nostro obiettivo è la Russia. La Russia è una minaccia per l'intera razza umana. Il nostro obiettivo è costringere la Russia a divorarsi dall'interno, portando scompiglio e divisione nella sua società. [...] Se la serie di misure elencate sopra non funziona, non avremo altra scelta che dichiarare una guerra rapida e vittoriosa contro questo paese. Abbiamo distrutto l'Unione Sovietica e distruggeremo la Russia". Voglio sottolineare che quasi il 50 percento degli americani ha votato per Romney".
Queste dichiarazioni si sono rivelate false e di origine satirica, generate dal sito parodistico Fognews. Per gli esperti militari indipendenti citati da Voice of America, l'obbiettivo di queste affermazioni da parte del generale era generare timore ed animosità nella popolazione russa per gli Stati Uniti.